# (5760) Mittlefehldt
(5760) Mittlefehldt es un asteroide perteneciente al cinturón de asteroides descubierto el 1 de marzo de 1981 por Schelte John Bus desde el Observatorio de Siding Spring, Nueva Gales del Sur, Australia.

## Designación y nombre
Designado provisionalmente como 1981 EX13. Fue nombrado Mittlefehldt en homenaje a David (Duck) Mittlefehldt, formó parte del equipo del Centro Espacial Johnson de la NASA donde ha aplicado técnicas petrológicas y geoquímicas para comprender el origen y la evolución de los planetas diferenciados, mayores y menores. Es un destacado experto en basaltos asteroides y meteoritos marcianos.

## Características orbitales
Mittlefehldt está situado a una distancia media del Sol de 2,970 ua, pudiendo alejarse hasta 3,244 ua y acercarse hasta 2,695 ua. Su excentricidad es 0,092 y la inclinación orbital 9,576 grados. Emplea 1869,65 días en completar una órbita alrededor del Sol.

## Características físicas
La magnitud absoluta de Mittlefehldt es 13. Tiene 10,551 km de diámetro y su albedo se estima en 0,132. 